# 법전초등학교
법전초등학교는 대한민국 경상북도 봉화군 춘양면 소로리에 있었던 공립 초등학교이다.

## 학교 연혁
- 1935년 9월 25일 법전공립보통학교 개교(창랑정 가교사, 설립인가 9월 1일)
- 1936년 4월 1일 법전면 소천리 333번지로 이전
- 1938년 4월 1일 법전공립심상소학교로 개칭
- 1941년 4월 1일 법전공립국민학교로 개칭
- 1972년 12월 18일 춘양면 소로리 555번지로 이전
- 1992년 2월 21일 제55회 졸업식(49명)(총 4,201명)
- 1993년 2월 20일 제56회 졸업식(36명)(총 4,237명)
- 1994년 2월 20일 제57회 졸업식(36명)(총 4,272명)
- 1995년 2월 21일 제58회 졸업식(29명)(총 4,301명)
- 1996년 2월 16일 제59회 졸업식(29명)(총 4,330명)
- 1996년 3월 1일 법전초등학교로 개칭
- 1997년 2월 20일 제60회 졸업식(21명)(총 4,351명)
- 1998년 2월 19일 제61회 졸업식(15명)(총 4,366명)
- 1999년 2월 18일 제62회 졸업식(19명)(총 4,385명)
- 1999년 3월 1일 춘양초등학교로 통합